# Далас чапарелси
Далас чапаралси (енгл. Dallas Chaparrals) је бивши амерички кошаркашки клуб из (тим је три пута мењао седиште) Даласа, Форт Ворта и Лабока Тексас а задње седиште је Сан Антонио од када су 1973. постали Спарси.  Играли су Западној дивизији АБА лиге  под различитим именима у свих девет година постојања лиге. Спарси су се придружили Националној кошаркашкој асоцијацији (НБА) за НБА сезону 1976/77. као резултат тога што су били један од четири изабрана АБА тима која ће бити апсорбована у старију лигу након завршетка спајања АБА и НБА.

## Почетак
Оснивачки власници тима, који нису могли да се договоре око имена за франшизу током раног организационог састанка у хотелу Шератон у Даласу, дали су име по „клубу Чапарел” који се налазио у хотелу и у којем су се састајали. Тим је имао општу незаинтересованост а тиме и слабу посећеност у Даласу. Када су имали су среће успели су да привуку неколико стотина посетилаца. Током сезоне 1970/71, тим је назван Тексас чапарелс и направљен је покушај да се тим направи регионалним, играјући утакмице у Форт Ворту, у Колосеуму округа Тарант, као и Лабоку, у Лубоковом Мунисипал колосеуму, али ово се показало као неуспешно и тим се вратио са пуним радним временом у Далас, на време за сезону 1971/72, поделивши своје утакмице у Муди Колосеуму и Далас Конвеншн центер арени.

## Пад и пресељење
Након што су пропустили доигравање по први пут у свом постојању у сезони 1972/73, тим је стављен на продају. Након што се није појавила никаква кредибилна понуда, првобитни власници тима дали су га у закуп групи од 35 бизнисмена из Сан Антонија, предвођених Анђелом Дрососом и Редом Мекомбсом. Договор је укључивао трогодишњу опцију за директну куповину тима, након чега би се вратио у Далас групу. Група Дросос-Мекомбс преместила је тим у Сан Антонио за сезону 1973/74. и преименовала их у Сан Антонио спарси. Сан Антонио је раширених руку пригрлио свој нови тим, Спарси су надмашили целокупну посећеност Чапарала у периоду 1972/73. у само 16 утакмица. Схвативши да су добили премију, Дросос и Мекомбс су раскинули уговор и завршили куповину након само једне године, а франшиза је успела и остала у Сан Антонију до данас.
Међутим, Далас је добио сопствену НБА франшизу у виду проширења Маверикса, који је почео да игра у сезони 1980/81.

## Кошаркашка Кућа славних
| Чланови Чапарелса у Кући славних | Чланови Чапарелса у Кући славних | Чланови Чапарелса у Кући славних | Чланови Чапарелса у Кући славних | Чланови Чапарелса у Кући славних |
| Играчи                           | Играчи                           | Играчи                           | Играчи                           | Играчи                           |
| Бр.                              | Име                              | Позиција                         | Период                           | Постављен                        |
| -------------------------------- | -------------------------------- | -------------------------------- | -------------------------------- | -------------------------------- |
| 16                               | Клиф Хаган 1                     | К                                | 1967–1969.                       | 1978.                            |

Белешка:
- 1 Као играч и као главни тренер (1967–1970).

## Остварења по сезонама
| АБА шампиони | Финалиста АБА лиге | Првак дивизије | Плеј−оф |

| Сезона           | Регуларна сезона | Регуларна сезона | Регуларна сезона | Резултати у плеј−офу                                   | Утакмице                                 |
| Сезона           | Победа           | Пораза           | Проц.            | Резултати у плеј−офу                                   | Утакмице                                 |
| ---------------- | ---------------- | ---------------- | ---------------- | ------------------------------------------------------ | ---------------------------------------- |
| Далас чапарелси  |                  |                  |                  | Резултати у плеј−офу                                   | Утакмице                                 |
| 1967/68.         | 46               | 32               | .590             | Победили дивизијско полуфинале Изгубили АБА полуфинале | Далас 3, Хјустон 0 Њу Орлеанс 4, Далас 1 |
| 1968/69.         | 41               | 37               | .526             | Изгубили дивизијско полуфинале                         | Њу Орлеанс 4, Далас 3                    |
| 1969/70.         | 45               | 39               | .536             | Изгубили дивизијско полуфинале                         | Јута 4, Далас 2                          |
| Тексас чапарелси |                  |                  |                  |                                                        |                                          |
| 1970/71.         | 30               | 54               | .357             | Изгубили дивизијско полуфинале                         | Јута 4, Тексас 0                         |
| Далас чапарелси  |                  |                  |                  |                                                        |                                          |
| 1971/72.         | 42               | 42               | .500             | Изгубили дивизијско полуфинале                         | Јута 4, Далас 0                          |
| 19702/73.        | 28               | 56               | .333             | Нису се квалификовали                                  | Нису се квалификовали                    |